# Бережной, Илья Автономович
Илья Автономович Бережной (также Бережных) (1799? — 1839) — навигатор, русский мореплаватель, один из участников экспедиции Врангеля 1820 года.

## Биография
В 1818 году был выпущен из Балтийского штурманского училища в звании штурманского помощника (без классного чина).
В 1820—1824 годах, состоя в экспедиции Врангеля для описи северо-восточных берегов Сибири и для отыскания новых земель, участвовал в исследованиях островов Ляховских, Новой Сибири, Котельного и Фадеева. В марте 1821 года самостоятельно исследовал южную и восточную стороны Котельного, в апреле — соединился с отрядом Анжу для отыскания новых островов. Держа курс на северо-запад, дошли до северного мыса Новой Сибири — Высокого, затем повернули на северо-восток. Не найдя здесь новых земель, вернулись к материку и с 29 июня по 22 августа описывали берега от Усть-Янска до села Русского на Индигирке. Весной 1822 года совместно с Анжу описывал берега Индигирки и Ляховские острова, мыс одного из которых был назван по имени Бережного (в настоящее время — мыс Бережных Фаддеевского полуострова). По окончании экспедиции был произведён, за отличие, в штурманские помощники XIV класса, награждён прибавочным жалованьем и прибавкой трёх лет службы.
С 1825 по 1827 год возглавлял отряд гидрографической экспедиции на севере Европейской России и произвёл опись берегов Северного Ледовитого океана от реки Печоры до Канина Носа (впервые был описан весь остров Долгий). Затем ездил внутрь страны к самоедам, оттуда на Печору. В 1827 году, при учреждении Корпуса флотских штурманов, был произведён в подпоручики.
С 1828 по 1831 год совершил плавание из Кронштадта в Средиземное море и, по возвращении из Архипелага, получил чин поручика. Дальнейшая служба Бережного состояла в ежегодных плаваниях в Балтийском море, но недолго: труды, понесенные в гидрографических исследованиях, изнурили его здоровье и привели его к ранней смерти. Умер он 23 января (4 февраля) 1839 года.
Также в честь И. А. Бережных названы мели Бережных в Финском заливе.